# Valleruela de Sepúlveda
Valleruela de Sepúlveda é um município da Espanha na província de Segóvia, comunidade autónoma de Castela e Leão, de área 16,04 km² com população de 70 habitantes (2004) e densidade populacional de 4,36 hab/km².

## Demografia
| Variação demográfica do município entre 1991 e 2004 | Variação demográfica do município entre 1991 e 2004 | Variação demográfica do município entre 1991 e 2004 | Variação demográfica do município entre 1991 e 2004 |
| --------------------------------------------------- | --------------------------------------------------- | --------------------------------------------------- | --------------------------------------------------- |
| 1991                                                | 1996                                                | 2001                                                | 2004                                                |
| 85                                                  | 78                                                  | 71                                                  | 70                                                  |